# Viktoria Brejneva
Viktoria Petrovna Brezhneva (em russo:  Викто́рия Петро́вна Бре́жнева; 1908–1995) foi a esposa do político soviético e Secretário-Geral de longa data, Leonid Brezhnev. Ela era a mãe de Yuri Brejnev e Galina Brejneva.

## Biografa
Nascida em 1908 como Viktoria Denisova (Дени́сова). O historiador Robert Service alega que ela era de origem judaica, isto é contestado, no entanto.  Conheceu Leonid Brezhnev, pela primeira vez em 1925. Demorou algum tempo, mas depois de três anos de namoro, Brezhnev e Viktoria se casaram em 1928. No ano seguinte, Viktoria deu à luz sua primeira filha, Galina. Quatro anos mais tarde, o seu segundo filho nasceu, Yuri.  O relacionamento de Victoria com Brezhnev foi descrito como "antiquado" e "sem exagero ser chamado de delicado".
De acordo com as memórias dos parentes de Brejnev, foi Viktoria que gradualmente foi infectada pelo amor às coisas materiais de Brezhnev. Durante o Secretariado-Geral de Brezhnev, Viktoria permaneceu à margem; ela não gostava de atrair a atenção do público. Sua última aparição em público foi no funeral de estado de Brezhnev. Quando Brezhnev morreu em 1982, Viktoria viveu por mais 13 anos, morrendo depois de lutar durante vários anos contra o diabetes. Residiu no antigo apartamento de Brezhnev pelo resto de sua vida. Sua própria filha, Galina, não apareceu para o funeral.